# Antilia
Antilia é uma casa particular de 27 andares em Bombaim pertencente ao empresário Mukesh Ambani, presidente da Reliance Industries. 
É considerada a segunda propriedade residencial mais cara do mundo, atrás apenas do Palácio de Buckingham e imediatamente à frente de Villa Leopolda, que pertenceu à brasileira Lily Safra até sua morte, em 2022.  

## História
Localizada em um dos endereços mais caros do mundo, na Altamount Road, Antilia foi encomendada aos arquitetos Perkins and Will, de Chicago, e construída pela Leighton Holdings da Austrália. Tem 40 mil metros quadrados e cada um de seus 27 andares andares têm a altura de um prédio de 2 andares, tendo sido projetada para resistir a um terremoto de magnitude 8 na escala Richter. Seis de seus andares servem como garagem para a coleção de carros de seu dono, o homem mais rico da Índia.  
Sua construção, iniciada em 2006, levou três anos para ser terminada e em 2020 a residência estava avaliada em 2 bilhões de reais. 
São necessários 600 funcionários para manter a mansão em dia. 